# A lyga 2015
La A lyga 2015, nota come SMSCredit.lt A lyga 2015 per ragioni di sponsorizzazione, è stata la 26ª edizione della massima divisione del calcio lituano. La stagione è iniziata il 28 febbraio 2015 e si è conclusa il 28 novembre 2015. Lo Žalgiris Vilnius ha vinto il campionato per la sesta volta, la terza consecutiva. La classifica marcatori è stata vinta da Tomas Radzinevičius, calciatore del Sūduva, autore di 28 reti. Il Kruoja e il Klaipėdos Granitas sono stati esclusi dal campionato.

## Stagione

### Novità
Dalla A lyga 2014 è stato retrocesso in 1 Lyga 2015 il Dainava Alytus, classificatosi all'ultimo posto. In sua sostituzione è stato promosso lo Stumbras, campione della 1 Lyga 2014. Prima dell'inizio del campionato sia al Banga Gargždai sia all'Ekranas non è stata concessa la licenza per disputare la A lyga 2015. Di conseguenza, sono state ripescate nella massima divisione l'Utenis Utena, terza classificata nella 1 Lyga 2014, e lo Spyris Kaunas, quinta classificata nella 1 Lyga 2014.

### Formula
Il campionato è composto di 10 squadre e ogni squadra affronta le altre squadre quattro volte, due volte in casa e due volte in trasferta, per un totale di 36 giornate.

La squadra campione di Lituania ha il diritto a partecipare alla UEFA Champions League 2016-2017 partendo dal secondo turno di qualificazione.

Le squadre classificate al secondo e terzo posto sono ammesse alla UEFA Europa League 2016-2017 partendo dal primo turno di qualificazione.

La vincitrice della Coppa della Lituania è ammessa alla UEFA Europa League 2016-2017 partendo anch'essa dal primo turno di qualificazione.

L'ultima classificata retrocede direttamente in 1 Lyga 2016.

### Avvenimenti
Il 27 agosto 2015 il Kruoja ha comunicato alla federazione la decisione di ritirarsi dalla A Lyga. La federazione ha, di conseguenza, decretato la sconfitta a tavolino per 0-3 al Kruoja in tutte le partite che avrebbe dovuto disputare fino alla fine del campionato.
Il 29 ottobre 2015 il Klaipėdos Granitas è stato squalificato dalla federazione lituana per non aver rispettato regole di fairplay. Il Klaipėdos Granitas ha presentato appello, ma è stato rigettato dal Comitato di Appello che ha confermato la sentenza. Di conseguenza, la federazione ha decretato la sconfitta a tavolino per 0-3 al Klaipėdos Granitas nelle rimanenti due partite di campionato (35ª e 36ª).

## Squadre partecipanti
| Club               | Stagione | Città       | Stadio                     | Stagione 2014        |
| ------------------ | -------- | ----------- | -------------------------- | -------------------- |
| Atlantas           |          | Klaipėda    | Stadio Klaipėdos Centrinis | 3º posto in A Lyga   |
| Klaipėdos Granitas |          | Klaipėda    | Stadio Klaipėdos Centrinis | 8º posto in A Lyga   |
| Kruoja             |          | Pakruojis   | Stadio Pakruojo miesto     | 2º posto in A Lyga   |
| Spyris Kaunas      |          | Kaunas      | Stadio NFA                 | 5º posto in 1 Lyga   |
| Stumbras           |          | Kaunas      | Stadio NFA                 | 1º posto in 1 Lyga   |
| Sūduva             |          | Marijampolė | ARVI Futbolo Arena         | 5º posto in A Lyga   |
| Šiauliai           |          | Šiauliai    | Stadio Savivaldybė         | 7º posto in A Lyga   |
| Trakai             | dettagli | Trakai      | Stadio LFF                 | 4º posto in A Lyga   |
| Utenis Utena       | dettagli | Utena       | Stadio Utenos              | 3º posto in 1 Lyga   |
| Žalgiris           | dettagli | Vilnius     | Stadio LFF                 | Campione di Lituania |

## Classifica finale
|                     | Pos. | Squadra            | Pt | G  | V  | N | P  | GF  | GS | DR  |
| ------------------- | ---- | ------------------ | -- | -- | -- | - | -- | --- | -- | --- |
| Lituania (bandiera) | 1.   | Žalgiris           | 94 | 36 | 31 | 1 | 4  | 104 | 25 | +79 |
|                     | 2.   | Trakai             | 84 | 36 | 27 | 3 | 6  | 92  | 33 | +59 |
|                     | 3.   | Atlantas           | 70 | 36 | 21 | 7 | 8  | 65  | 34 | +31 |
|                     | 4.   | Sūduva             | 67 | 36 | 21 | 4 | 11 | 76  | 34 | +42 |
|                     | 5.   | Spyris Kaunas      | 45 | 36 | 13 | 6 | 17 | 47  | 74 | -27 |
|                     | 6.   | Utenis Utena       | 42 | 36 | 11 | 9 | 16 | 41  | 50 | -9  |
|                     | 7.   | Stumbras           | 41 | 36 | 11 | 8 | 17 | 51  | 74 | -23 |
|                     | 8.   | Klaipėdos Granitas | 27 | 36 | 6  | 9 | 21 | 37  | 83 | -46 |
|                     | 9.   | Šiauliai           | 20 | 36 | 5  | 5 | 26 | 37  | 94 | -57 |
|                     | 10.  | Kruoja             | 20 | 36 | 4  | 8 | 24 | 23  | 72 | -49 |

Legenda:
      Campione di Lituania e ammessa alla UEFA Champions League 2016-2017
      Ammesse alla UEFA Europa League 2016-2017
      Retrocessa in 1 Lyga 2016
Note:
Tre punti a vittoria, uno a pareggio, zero a sconfitta.
La classifica viene stilata secondo i seguenti criteri:
- Punti conquistati
- Spareggio (solo per decidere la squadra campione)
- Punti conquistati negli scontri diretti
- Differenza reti negli scontri diretti
- Differenza reti generale
- Reti totali realizzate
- Partite vinte
- Posizionamento delle squadre riserve nel campionato riserve

## Risultati
|                    | Atl      | KlG      | Kru      | SpK      | Stu      | Sūd     | Šia     | Tra      | Ute     | Žal     |
| ------------------ | -------- | -------- | -------- | -------- | -------- | ------- | ------- | -------- | ------- | ------- |
| Atlantas           | ––––     | 0-1 1-1  | 3-1 3-0* | 2-0 2-1  | 2-0 4-1  | 0-1 2-1 | 5-0 4-1 | 5-1 1-0  | 1-1 1-0 | 4-2 0-1 |
| Klaipėdos Granitas | 1-2 1-5  | ––––     | 0-3 2-0  | 1-1 2-2  | 1-5 0-3* | 1-2 1-8 | 2-2 4-1 | 2-4 1-4  | 2-1 1-2 | 0-2 1-2 |
| Kruoja             | 1-2 0-3* | 1-1 0-3* | ––––     | 1-2 0-3* | 1-1 0-3* | 1-3 1-2 | 2-2 2-3 | 0-2 0-3* | 1-0 2-1 | 0-2 2-2 |
| Spyris Kaunas      | 1-0 1-1  | 2-1 4-1  | 0-2 1-1  | ––––     | 1-4 1-1  | 2-1 0-1 | 2-1 3-2 | 0-3 1-5  | 2-1 1-1 | 0-1 2-4 |
| Stumbras           | 2-2 0-2  | 1-1      | 2-0 3-0* | 2-4 1-0  | ––––     | 0-2 0-4 | 3-1 3-2 | 2-3 0-5  | 0-1 3-1 | 0-4 1-7 |
| Sūduva             | 1-1 3-1  | 3-1 1-0  | 3-0 3-0* | 5-1      | 1-1 3-0  | ––––    | 6-0 5-0 | 0-1      | 0-1 3-0 | 1-2 1-3 |
| Šiauliai           | 0-0 0-2  | 0-0 3-0* | 1-0 3-0* | 1-2      | 1-1 1-2  | 0-3 0-2 | ––––    | 3-1 2-4  | 0-2     | 1-6 1-4 |
| Trakai             | 2-0 5-1  | 5-0 3-0  | 1-1 0-0  | 2-0 5-0  | 3-1      | 4-1 2-0 | 4-0     | ––––     | 5-1 2-1 | 2-1 0-2 |
| Utenis Utena       | 1-2 0-0  | 1-3 0-0  | 0-0 3-0* | 2-3 4-1  | 1-1 3-1  | 1-1 0-0 | 1-0 3-2 | 1-0 1-1  | ––––    | 0-2 0-3 |
| Žalgiris Vilnius   | 2-0 0-1  | 6-0 2-0  | 3-0*     | 4-0 3-0  | 4-1 4-0  | 2-0 3-0 | 3-2 5-0 | 1-2 3-0  | 2-0 4-3 | ––––    |

* partita persa a tavolino.

## Statistiche

### Classifica marcatori
| Gol |  |  | Giocatore           | Squadra                      |
| --- |  |  | ------------------- | ---------------------------- |
| 28  |  |  | Tomas Radzinevičius | Sūduva                       |
| 25  |  |  | David Arshakyan     | Trakai                       |
| 20  |  |  | Andrej Panjukov     | Atlantas                     |
| 20  |  |  | Artūras Rimkevičius | Stumbras                     |
| 17  |  |  | Darvydas Šernas     | Žalgiris                     |
| 16  |  |  | Linas Pilibaitis    | Žalgiris                     |
| 13  |  |  | Andrius Velička     | Spyris Kaunas                |
| 11  |  |  | Elivelto            | Žalgiris                     |
| 11  |  |  | Dzmitryj Rėkiš      | Spyris Kaunas                |
| 10  |  |  | Lukas Kochanauskas  | Trakai                       |
| 10  |  |  | Maksim Maksimov     | Atlantas                     |
| 10  |  |  | Ernestas Veliulis   | Sūduva                       |
| 9   |  |  | Marius Papšys       | Klaipėdos Granitas           |
| 9   |  |  | Vaidas Šilėnas      | Trakai                       |
| 8   |  |  | Ricardas Beniušis   | Kruoja                       |
| 8   |  |  | Povilas Krasnovskis | Utenis Utena                 |
| 8   |  |  | Mantas Kuklys       | Žalgiris                     |
| 8   |  |  | Karolis Laukžemis   | Sūduva ( Klaipėdos Granitas) |